# Флеш Арденн 2024
57-й выпуск  Флеш Арденн — шоссейной однодневной велогонки по дорогам Бельгии. Гонка прошла 12 мая 2024 года в рамках Европейского тура UCI 2024. Победу одержал бельгийский велогонщик Милан Дони.

## Участники
В гонке приняло участие 22 команды.
| UCI Continental Teams (15)- Team Visma \| Lease a Bike Development - Wanty-Re Uz-Technord - Lotto Dstny Development Team - Alpecin-Deceuninck Development Team - Bingoal WB Devo Team - Metec-Solarwatt p/b Mantel - Parkhotel Valkenburg - Lotto Kern-Haus PSD Bank - Team BridgeLane - Israel Premier Tech Academy - Hagens Berman Jayco - Team Ecoflo Chronos - Trinity Racing - Development Team dsm-firmenich PostNL - General Store-Essegibi-F.Lli Curia Любительские, клубные или региональные команды (7)- Stageco Cycling Team - Urbano-Vulsteke Cycling Team - Gaverzicht-BE Okay-Van Mossel - Basso Team Flanders - Mini Discar Cycling Team - RB Zelfbouw UCT - Vendée U Pays de la Loire |
| |

## Маршрут
Маршрут проходил в окрестностях бельгийского города Ставло с общим пройденным расстоянием 174 километра.

## Ход гонки
В начале гонки кто-то въехал в устройство переключения передач велосипеда Милана Дони, в результате ему пришлось сменить велосипед. Позже Дони ушёл в отрыв и 90 километров удерживал преимущество, что позволило ему стать первым в гонке.

## Результаты
| \| Генеральная классификация \| Генеральная классификация \| Генеральная классификация \| Генеральная классификация \| Генеральная классификация \| \| Гонщик \| Гонщик \| Команда \| Время \| \| \| ------------------------- \| ------------------------- \| ---------------------------- \| ------------------------- \| ------------------------- \| \| 1-й \| Милан Дони \| Lotto Dstny Development Team \| 4ч 32' 28 \| \| \| 2-й \| Ярно Уидар \| Lotto Dstny Development Team \| + 38 \| \| \| 3-й \| Pau Martí \| Israel Premier Tech Academy \| + 38 \| \| |            |                              |           |
| |            |                              |           |
| |            |                              |           |
| Генеральная классификация |            |                              |           |
| Гонщик | Гонщик     | Команда                      | Время     |
| 1-й | Милан Дони | Lotto Dstny Development Team | 4ч 32' 28 |
| 2-й | Ярно Уидар | Lotto Dstny Development Team | + 38      |
| 3-й | Pau Martí  | Israel Premier Tech Academy  | + 38      |